# Die Festung (Jaeger)
Die Festung ist der 1962 erschienene Debütroman Henry Jaegers, den er während einer siebenjährigen Haftstrafe im Zuchthaus Freiburg verfasste. Der Roman wurde in mehrere Sprachen übersetzt und 1964 unter dem Titel Verdammt zur Sünde auch verfilmt.

## Inhalt
Der Roman erzählt das Schicksal der Familie Starosta, die nach dem Zweiten Weltkrieg und der Flucht aus Ostpreußen in einer als Notunterkunft genutzten alten Festung lebt. Die Hauptfigur ist der Vater Hugo Starosta, der sich nach außen hin als starker Mann gibt, in Wirklichkeit aber von seiner Frau, ihrer Stärke und Leistung abhängig ist. Es bleibt unklar, ob er schon vor dem Verlust von Heim und Heimat arbeitsscheu und lebensuntüchtig war oder ob er diese Eigenschaften erst danach entwickelt hat. Der Autor legt aber nahe, dass Starosta so bleiben wird.

## Rezeption
Jaegers Erstlingswerk wurde von der zeitgenössischen Kritik positiv beurteilt. Auch beim Publikum erwies es sich als recht erfolgreich und entwickelte sich zu einem in 17 Sprachen übersetzten Bestseller mit einer weltweiten Auflage von über 750.000 Exemplaren. Fast 50 Jahre später beschrieb Gerd Küveler in einem Artikel über Henry Jaeger den Roman wie folgt:

„‚Die Festung‘ ist eine Milieustudie armer entwurzelter Menschen – meist Flüchtlinge – nach dem Krieg, die in einer ehemaligen Festung kaserniert leben. Die Erzählung ist bewegend, trotz oder gerade dank ihres kitschfreien Realismus.“

Bereits zwei Jahre nach seinem Erscheinen wurde der Roman unter der Regie von Alfred Weidenmann verfilmt (Verdammt zur Sünde). Hugo Starosta wurde dabei von Martin Held verkörpert. Die weiblichen Hauptrollen wurden von Heidelinde Weis (Edeltraut) und Hildegard Knef (Alwine) gespielt. Die Rolle von Starostas Großmutter übernahm Tilla Durieux, die für ihre Darstellung 1965 mit dem deutschen Filmpreis für die beste Nebendarstellerin ausgezeichnet wurde.
Der Buchumschlag der im Kurt-Desch-Verlag erschienenen Erstausgabe wurde von dem Künstler und Graphiker Wilhelm Neufeld entworfen.

## Ausgaben
- Die Festung. Kurt Desch Verlag, 1962.
- Die Festung. Frankfurt Bibliothek Band 1. B3 Verlags und Vertriebs GmbH, 2012. ISBN 978-3-943758-00-9